# Фрихоф, Лилиан
Лилиан Фрихоф (англ. Lillian Simon Freehof, 1906 — 24 ноября 2004) — американская писательница.

## Биография
Лилиан Саймон была одной из четырёх детей в семье и выросла в городке за пределами Чикаго, где большинство её соседей были скандинавского происхождения. Её отец был печатником газеты, и в молодости она работала у него корректором. Она училась в Университете Висконсина, а затем в Университете Питтсбурга, изучая психологию и получив степень по английскому языку. Будучи секретарём храма K. A. M. в Чикаго, она вышла замуж за раввина Соломона Фрихофа в 1934 году. В том же году он стал раввином общины Родеф Шалом в Питтсбурге, оставаясь на этой должности до 1966 года. Помимо исполнения обязанностей жены раввина, Лилиан занялась литературным творчеством, написав ряд произведений для детей, основанных на Агаде. Она также написала «Правильный путь» (1957), книгу по преподаванию этики в религиозных школах. Она также обладала талантом к вязанию крючком и выпускала книги по рукоделию для взрослой аудитории. В 1930-х годах она руководила другими женщинами общины Родеф Шалом в разработке программ, ориентированных на слепых; это включало создание служб с использованием молитвенников со шрифтом Брайля, программы, которая послужит образцом для других на всей территории Соединённых Штатов. Она также написала короткие пьесы о еврейских праздниках, предназначенные для исполнения в синагоге. Она работала в Объединённой еврейской федерации и во множестве других благотворительных организаций, а также одно время входила в национальный совет Федерации храмовых сестёр. У Фрихофов не было детей.

## Избранные произведения
- The Bible Legend Book (1948)
- Candle Light Stories (1951)
- Stories of King David (1952)
- Second Bible Legend Book (1952)
- The Captive Rabbi: The Story of R. Meir of Rothenburg (1965)
- Embroideries and Fabrics for Synagogue and Home (1966)

## Награды
- 1953: Национальная еврейская книжная премия[англ.] за Истории о царе Давиде[5]